# Castello di Bergedorf

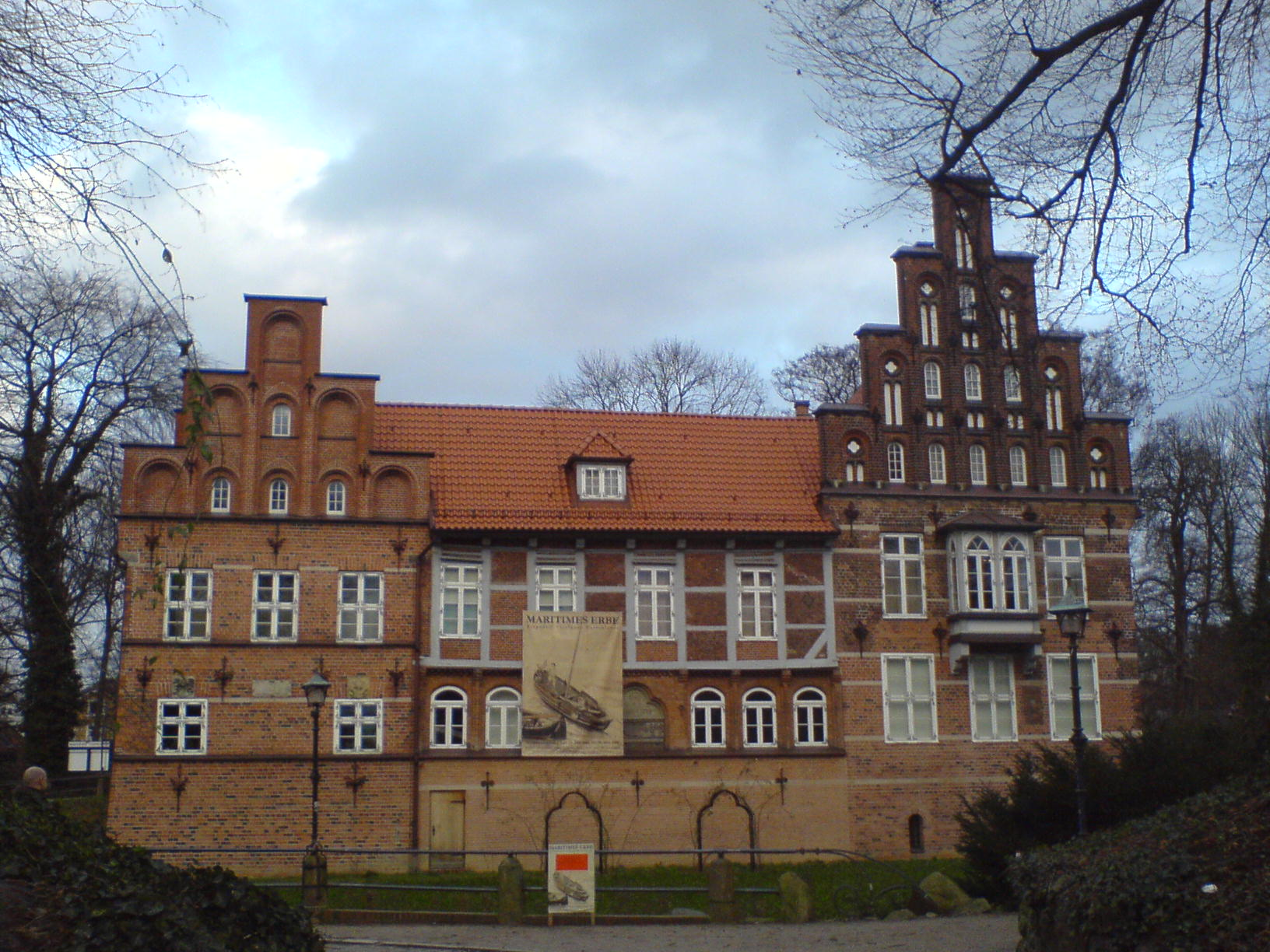
La facciata principale del castello

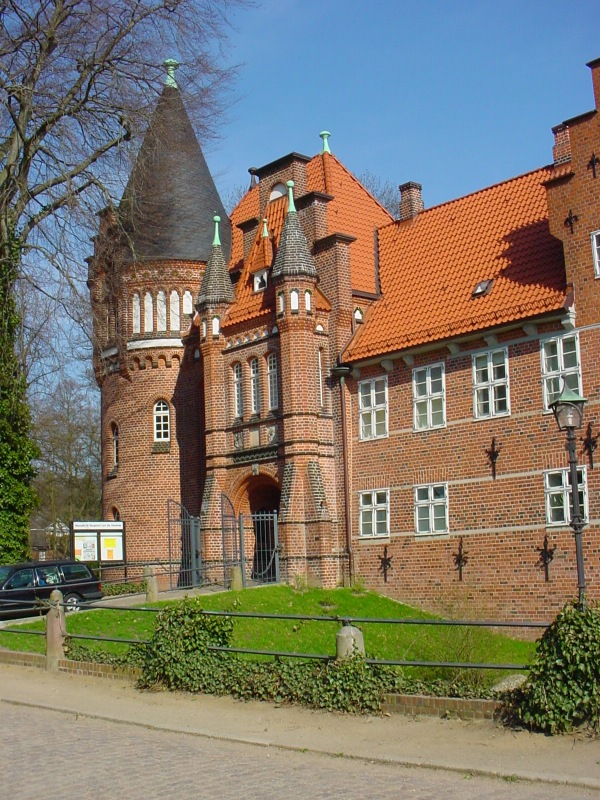
Un'ala del castello

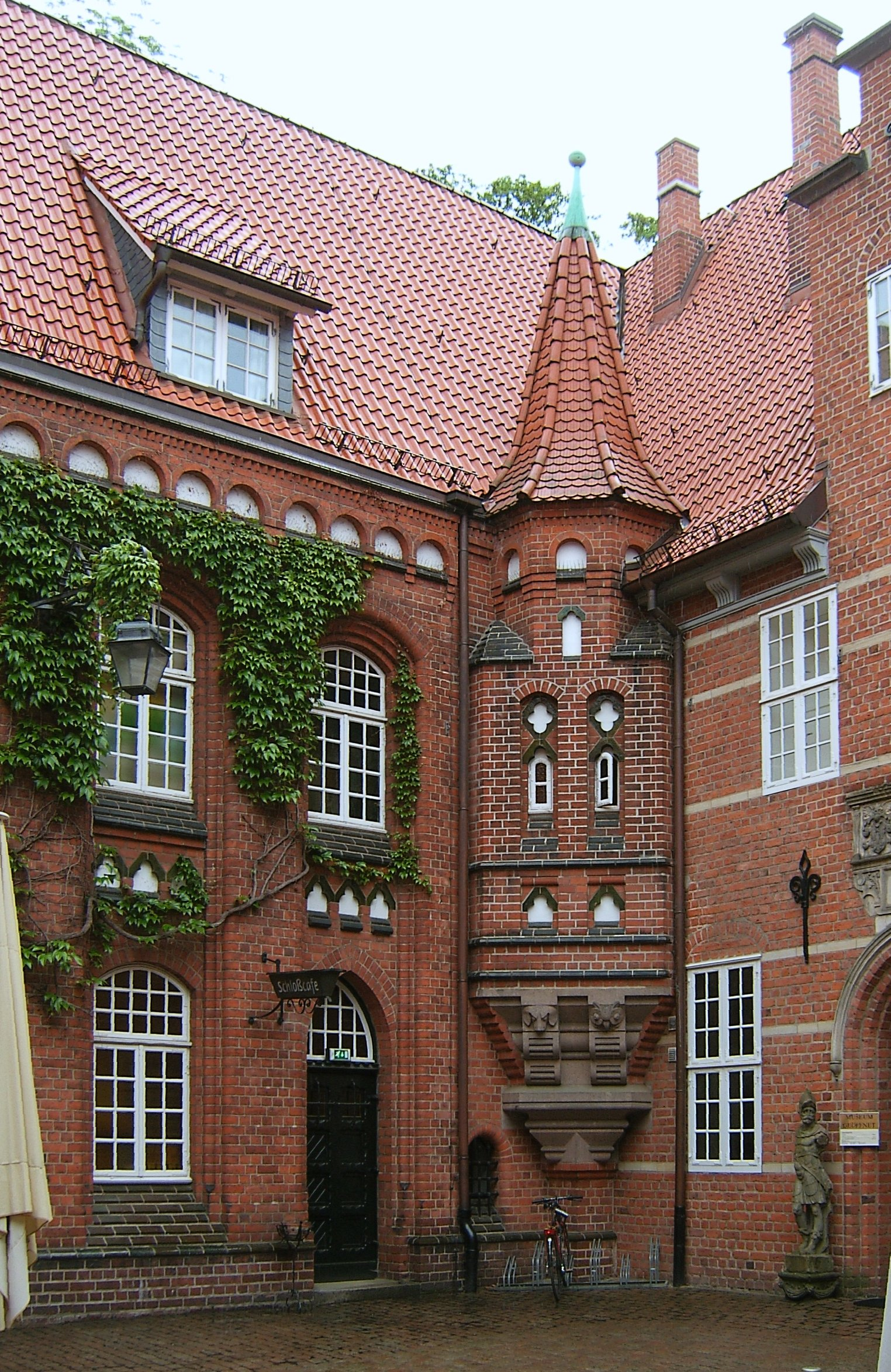
Cortile interno del castello

Il castello di Begedorf (in tedesco: Schloss Bergedorf o Bergedorfer Schloss) è un castello sull'acqua (Wasserschloss) del quartiere amburghese di Bergedorf, costruito nella forma attuale tra il XVI e il XVII secolo, ma le cui origini risalgono al 1212-1220 ca.

## Descrizione
Il castello si trova lungo il corso del fiume Bille.
|  |

## Storia
La fortezza originaria fu costruita da alcuni contadini delle Vierlande per il conte Albrecht von Orlamünde intorno al 1212-1220.
In seguito, a partire dal 1227 ca., il castello cambiò di proprietà, passando nelle mani dei duchi di Sassonia-Lauenburg.
Intorno al 1420 il castello fu ristrutturato e divenne in seguito il centro amministrativo della zona.
Il castello iniziò ad assumere la forma attuale tra il XVI e il XVII secolo: l'ala occidentale risale al 1610, mentre l'ala meridionale risale invece al 1661.
Nel 1686 il castello fu occupato dalle truppe del duca Georg-Wilhelm von Lüneburg-Celle.
Tra il 1811 e il 1813 il castello di Bergedorf fu invece utilizzato come caserma dalle truppe francesi.
|  |

Ulteriori modifiche architettoniche furono apportate al castello tra il 1896 e il 1908.
Dal 1955 l'edificio ospita il Museum für Bergedorf und die Vierlande, parte del museo storico di Amburgo.

## Galleria d'immagini

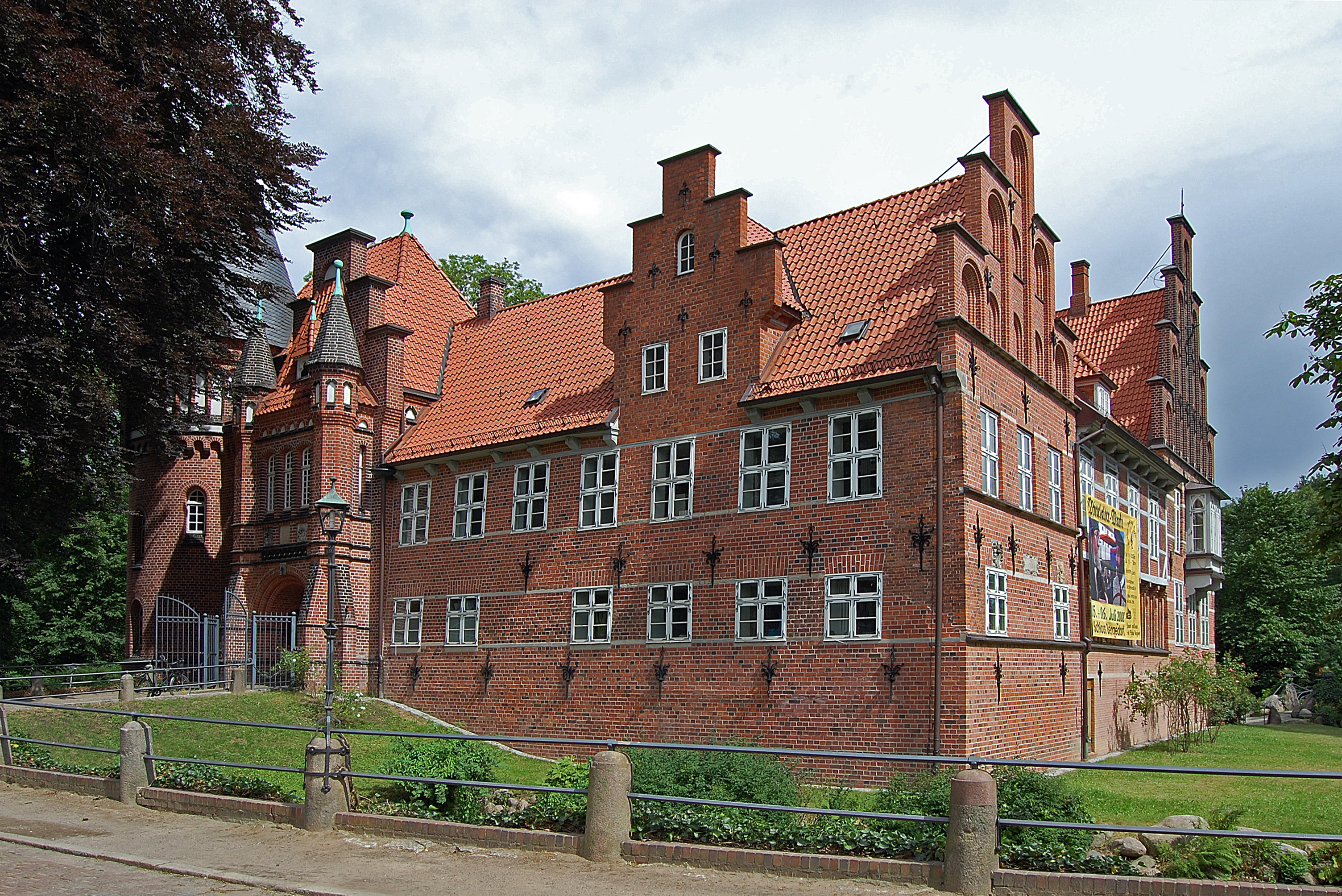
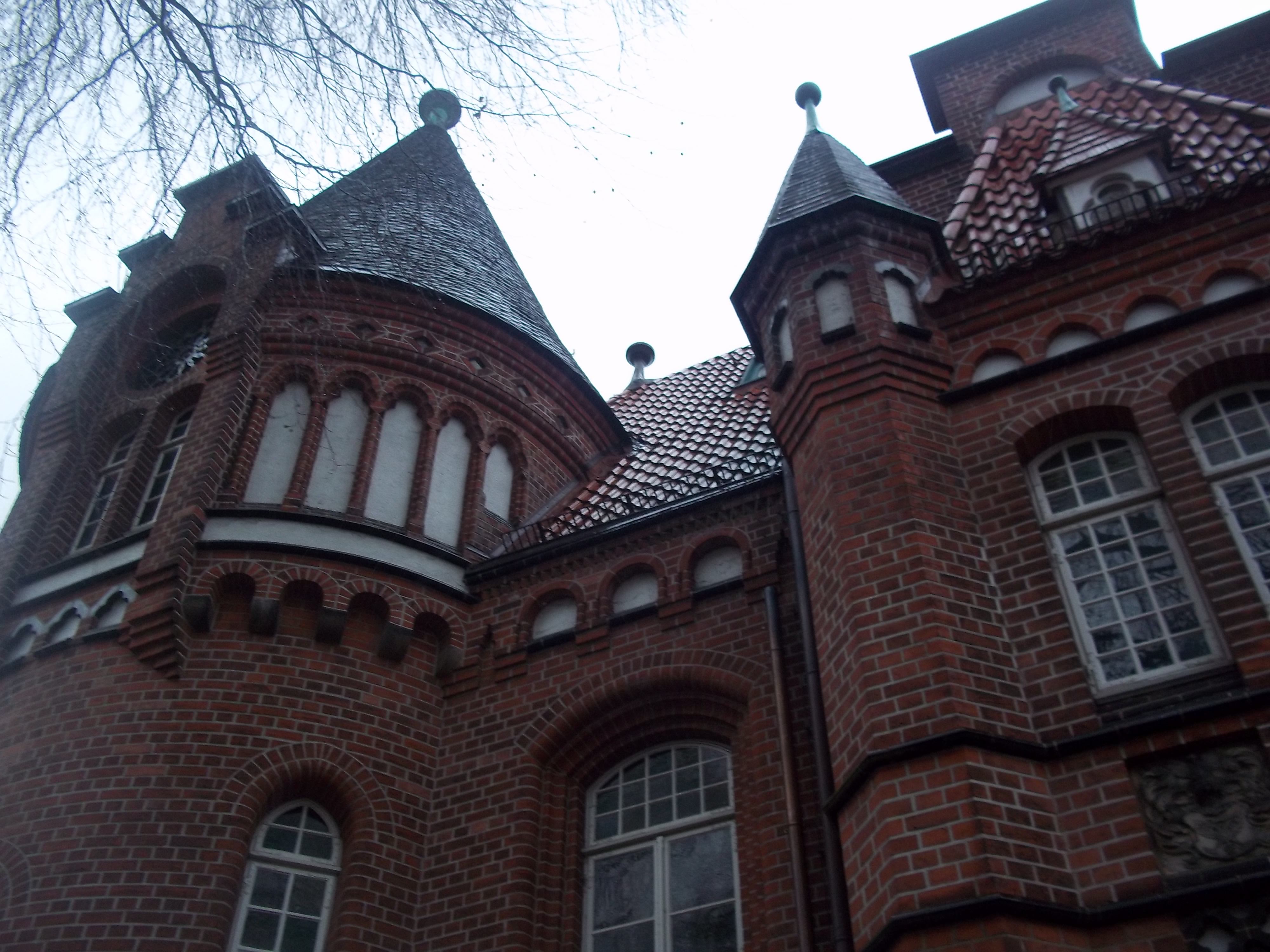
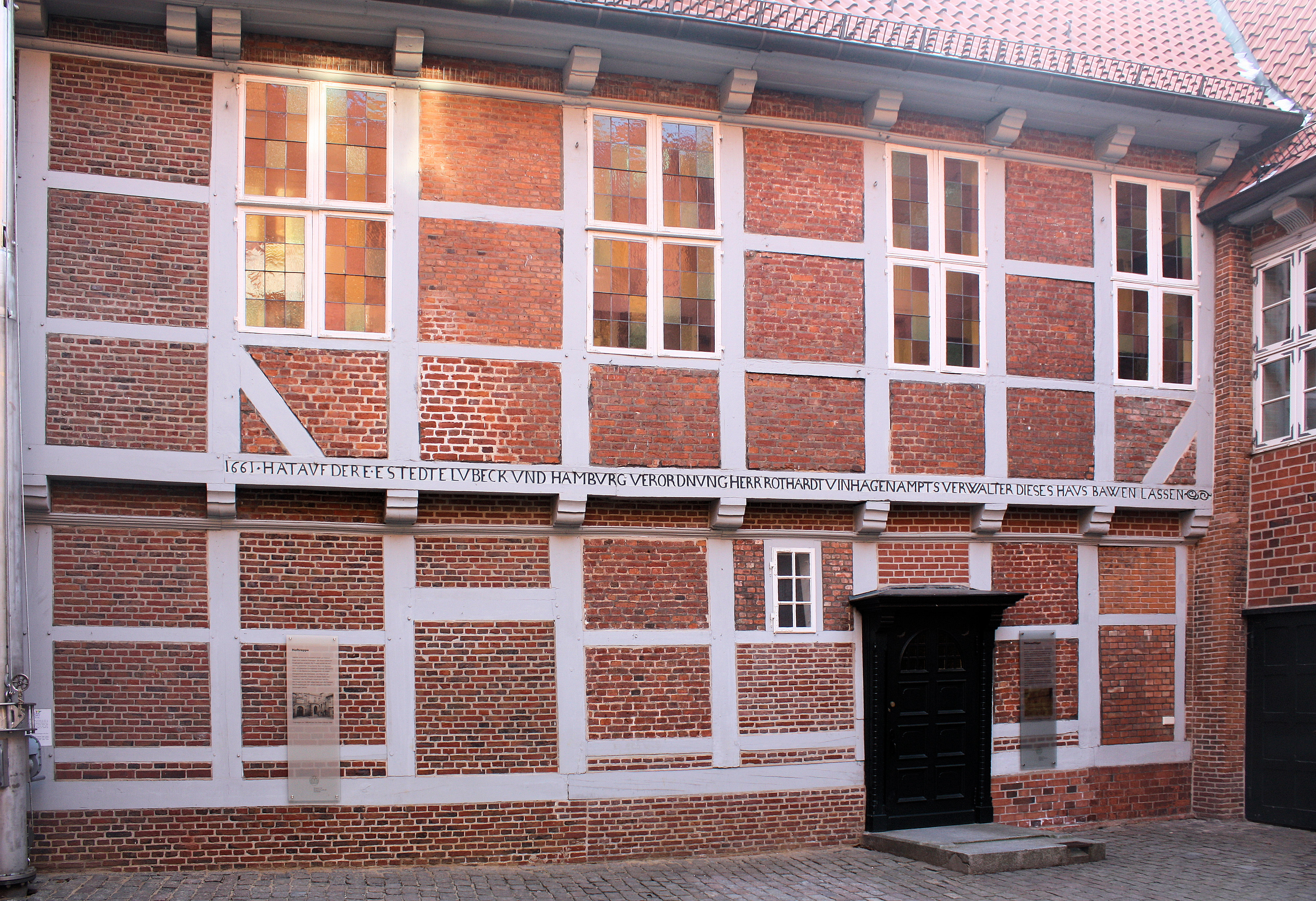
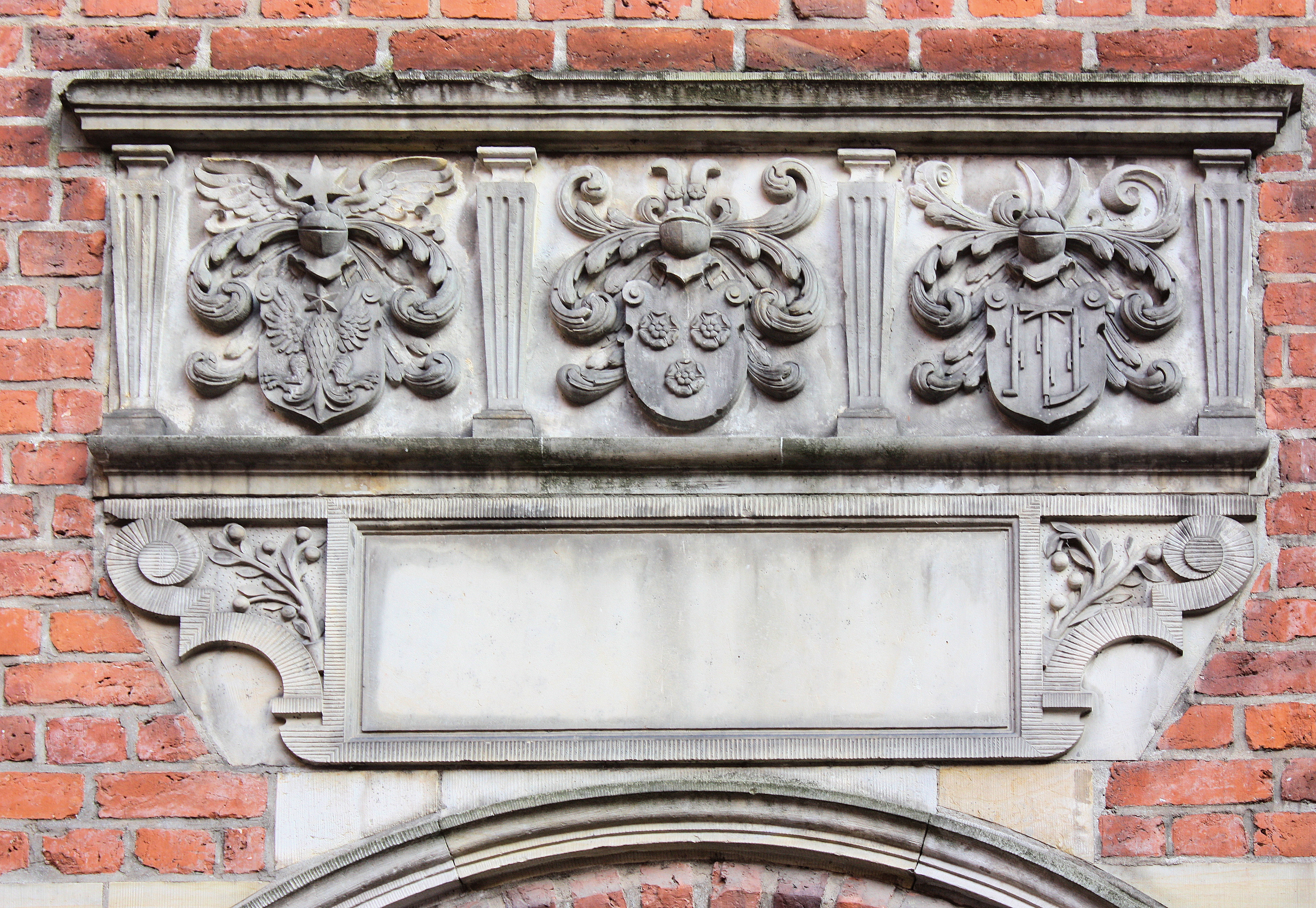